# Neuching
Neuching är en kommun i Landkreis Erding i Regierungsbezirk Oberbayern i förbundslandet Bayern i Tyskland.
Kommunen ingår i förvaltningsgemenskapen Oberneuching tillsammans med kommunen Ottenhofen.
Kommunen bildades 1 januari 1970 genom en sammanslagning av kommunerna Oberneuching och Niederneuching.